# 實証史學

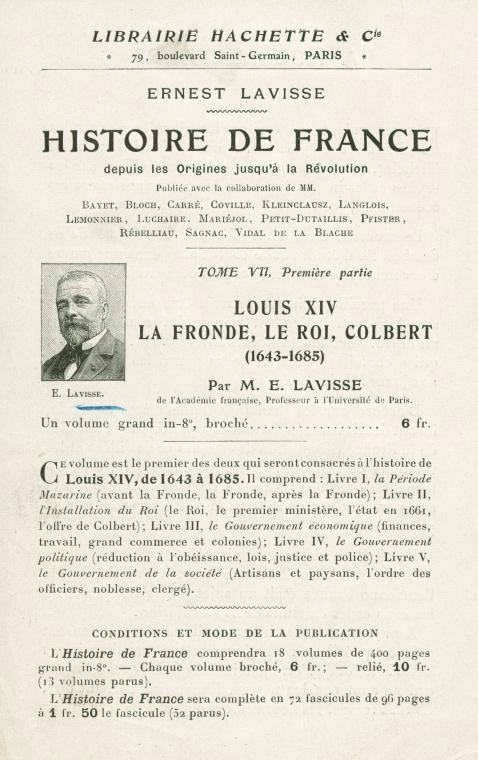
實証史學作品，歐內斯特·拉維斯主編的《法國通史》

實證史學（法語：Histoire positiviste/École méthodique）:4，19世紀中期至20世紀初期西方史學的主流思潮，尤其盛行於法國和德國。實證史學受到實證主義哲學啟發，力圖使史學成為一門科學，重視史學方法論、客觀敘事、史料搜集和考證，期望建立完全客觀的歷史敘事，其理論總結於朗格羅瓦和塞諾博斯合著的《歷史研究引論》（Introduction aux études historiques），代表史家有英國亨利·巴克爾，法國丹納和古朗治，德國蘭普雷希特。實證史學的出現，使西方歷史學得以獨立和成熟，產生不少資料豐富的巨著，包括歐內斯特·拉維斯主編的《法國通史》（Histoire de France depuis les origines jusqu'à la Révolution）、他與倫保合編的《世界通史》（Histoire générale），以及阿克頓計劃的《劍橋近代史》（Cambridge Modern History）；但其理論有不少缺陷，過於理想化，實行上有不少困難，並且研究範圍較狹窄，缺少宏觀的歷史論述，對社會史和經濟史有所忽略，其理念受到社會學和哲學兩方面的批評，典範地位在1920年代以後被年鑑學派取代。

## 起源
實証史學受實証主義哲學啟發。以孔德為代表的實証主義，倡議以自然科學的方法研究人事現象，利用科學方法精確而客觀地鑑定及描述社會現象，繼而找出人事現象的因果規律:28。「實証」就是指實在、有用、精確。實証主義重視事實，將知識嚴格限定在實証的範圍，對史學的最大影響，是對事實的要求:211、217、221，促使史學家提倡批判、考訂和審查史料，使歷史研究更為嚴謹。此外，實証主義力主把史學當作科學，受其影響，實証史學相信史學可以成為一門科學:224-225、232。但實証主義主張研究規律，實証史學則主張歷史事件獨特而無規律，二者目標其實大相逕庭:13。

## 發展

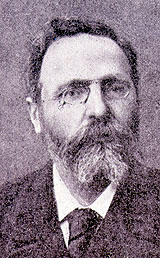
把蘭克史學帶到法國的摩諾德

### 先驅
實証史學以德國蘭克學派為主要代表:4。蘭克強調考証和批判事實，成名作是《羅馬和日耳曼人的歷史》（1824年），強調要弄清事實，恢復歷史本來面目，即「如實直書」，嚴厲批評意大利史家馬基亞維利和弗朗切斯科·圭恰迪尼二人錯誤運用史料。由於蘭克推崇歷史事實，蘭克史學被視為實証史學的代表:208，蘭克亦受推崇為「這一學派中最偉大的歷史家」。

### 全盛期
19世中後期，實証史學成為西方史學主流，在學術組織中確立權威與規範，佔據各學術機構的要職:4:488，在德國，蘭克弟子眾多，專精政治史，在學界舉足輕重，盡佔各大學歷史系教席:45、24。實証史學代表史家，有英國亨利·巴克爾，法國丹納和古朗治，德國則有蘭普雷希特:218。亨利·巴克爾的《英國文明史》（History of Civilization in England）指出歷史並非由形而上的力量所控制和引導，而是無異於自然現象的，可以進行科學分析，在英國史學史上具有重要的轉折作用:219。實証史學建立史學理論，探討歷史研究的方法、手段、程序、史學的認識論，建立實証史學模式。1866年，法國史家貝爾納爾（C. Bernard）在其《論史學批判》中提出歷史研究的步驟；古朗治強調資料與史學研究的關係，其《古代城市》（1864年）成為法國19世紀最重要的史學著作之一:6-7。
19世紀中後期，德國蘭克學派影響日大，促使法國實証史學更加完善。1876年，曾留學德國的摩諾德創辦《歷史雜誌》（或譯《史學評論》），聲稱「植根於事實」，「摒棄政治與哲學理論」，這一學報標誌了法國實証史學確立主流地位，增大蘭克學派的影響:7，使蘭克學派在法國開枝散葉，與法國實証史學潮流匯合。實証史學支持者許多成為各大高等院校教授:54。1898年，朗格羅瓦和塞諾博斯合著《歷史研究引論》（Introduction aux études historiques），總結實証史學的理論，力圖建立科學的史學體系，反對神學史觀和歷史哲學，其書被法國許多高等學校都引為教材:9:222。而240卷《法國史料集成》、歐內斯特·拉維斯主編的18卷《法國通史》（Histoire de France depuis les origines jusqu'à la Révolution），以及他與倫保合編的12卷《世界通史》（Histoire générale），都是當時最有影響的史學成果:488。

### 被取代
20世紀初，實証史學分割歷史、突出歷史偶然性的做法，受到社會學和哲學兩方面的激烈批評，為史學典範的改變做準備；西米昂等史家也挑戰實証史學的方法論。1920年代末，法國年鑑學派出現，形成新史學潮流，迅速成為新典範，取代實証史學的主流地位:490-493、496，堪稱法國史學革命。二戰以後，除了年鑑學派，德國新社會史、美國新史學及英國的左翼史學等新學派亦告興起，部份史家亦承認史學根本沒有絕對的客觀，放棄將史學提升至科學的幻想:52、37、89-92。在德國，蘭克史學到1950年代則仍佔主導地位:223，1960年代以後，信徒逐漸減少:35-36。

### 對中國史學影響
中國20世紀共經歷了四次實證史學思潮：先是世紀初的「為歷史而治歷史」思潮，以梁启超于1901、1902年所发表的《中国史叙论》和《新史学》为基础；后二三十年代的「把歷史學語言學建設得和地質學、生物學等同樣」的新歷史考證學，80年代初的「回到乾嘉時代」，90年代的「振興國學」與「南北二陳」，最终形成中国有别于西方的新实证主义史学。

## 宗旨

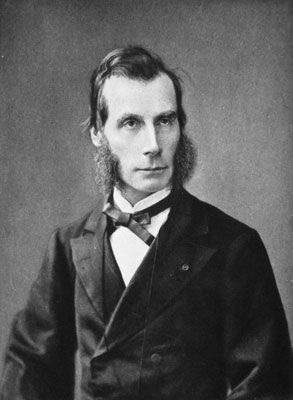
法國實証史學代表古朗治

實証史學相信，史學可以成為一門科學，歷史真相是存在的，揭露其全貌亦指日可待:232。歷史的實証研究，可以達到完全的客觀，揭示出歷史的真理:4。古朗治強調史學是一門事實的科學，必須禁絕一切抽象概括、形而上學，讓歷史事實說話。他們力圖在歷史研究中貫徹實証、科學的原則，強調對歷史事實進行科學處理，與傳統史家著重敘述很不相同:221、218。
實証史學強調史學研究的客觀性，最重視歷史事件，力求重構史實原來面貌:55，史家職責，是真實地、不折不扣地敘述過去發生的事。歷史寫作中，毋須思辨性的理論，史家與其研究對象之間不存在依存關係，根據經過嚴格考訂的史料所展示的歷史事件，本身已顯示了發展的因果:4。
實証史學堅信歷史文獻，以客觀驗証及史料批判為中心:54-55，提出「史學僅是資料的編纂」，史料收集和鑑定是主要工作。為了達到完全客觀，要嚴格考訂史料:9、4，鑑定史實時力求審慎精確，在表達和敘述上力求不偏不倚，離開史料即不作任何陳述。古朗治強調無史料即無史學，史家必須研究各種古代文獻，才能避免當代的偏見，精確地展現前人的生活:232、221。

## 方法論
法國史家貝爾納爾《論史學批判》提出歷史研究的4個步驟：1.分析選擇歷史事件；2.在此基礎上，對歷史事件進行分類；3.對這些事件進行定義和定性；4.分析各定義、各事件之間的聯繫。其後實証史學的發展，進一步改善這模式:6。丹納主張研究歷史，首先必須盡量尋找事實，然後尋求各事實間的聯繫，他推崇德國史家的史料批判方法，認為可以提供精確可靠的事實:211、220。
朗格羅瓦和塞諾博斯總結實証史學的方法論，他們將史家工作分為4部份：首先是搜集史料及分類，其次嚴格考証史料，判定史料真偽及可信性，然後比較幾種史料以組成事件，藉演繹及類推，建立事件關係，最後綜合和聯結各事件於一個總架構中，將相關史實組織成一個有邏輯關係的整體，填補史料空缺，選擇重要事件加以敘述，並加以概括:55:9。按照朗氏二人的方法，史學研究可由不同等級的人來完成：文獻和圖書館人員作第一步資料整理工作，年輕和初級研究員致力於專題研究，如一個村莊、一場戰役等；最後才是大學教授，綜合各專題研究，寫出信史；全面的綜合，由各類專家共同完成，如歐內斯特·拉維斯主編的《法國通史》，以及他與倫保合編的《世界通史》，皆是各專家綜合著作:8-9。

## 成就
在實証史學興起之前，史學家幾乎就是哲學家:491；在英國，由教士及政治家寫成的史書充滿強烈的個人政治與道德觀，史學距離專業化尚遠:49。實証史學在19世紀中後期成為史學主流，促使史學科學化，首次建立歷史學的方法論，西方史學至此擺脫哲學、文學以至神學的束縛，得以完全獨立發展:491、488，進入成熟時代，與哲學、文學、經濟學等區分開來:1、9，堂堂正正成為一門學科，不再是文人的業餘技藝:21。克羅齊指出：「幸虧有了實証主義，歷史著作才變得不那麼幼稚，著作中的事實才變得較豐富。」當時史家充滿信心，摩諾德聲稱：「我們的世紀是一個歷史學的世紀。」:488

## 理論缺點

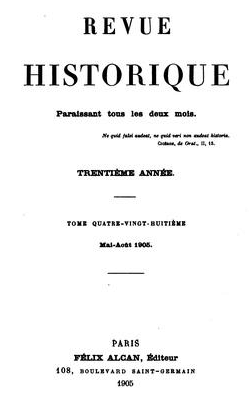
著重政治史與軍事史的《史學評論》

要完全實踐實証史學宣佈的信條，事實上是不可能的。實証史學主張摒除史觀的影響，實際上很難做到:14，不能將主觀價值和科學精神徹底分開，如法國史學作品往往呼喚法國人團結共抗外敵:54-55，英國亨利·巴克爾把地理環境作為歷史演進的決定性因素，丹納強調人種、時期和地點三項作為歷史的決定性因素，都是史觀影響歷史研究的例子:14。一戰期間，英國、法國、德國、意大利等參戰國的史學，許多都受政治主導，把史學變成政治宣傳工具，更反映出歷史並無絕對客觀的答案:83-84。
強調史料的齊全和完整無缺，使歷史學可能變成史料學，資料匯編「偽裝」為歷史。史料會有新發現，史料定義亦會擴大，史家根本難以真正掌握全部史料。1904年，朗格羅瓦感嘆，各類歷史資料集及參考書「從未真正地完成過」。而且依靠史料，亦不能達到客觀的歷史，因為文字材料由人記下，記載時已經帶上了當事人的標準和好惡。面對矛盾的史料，史家又須作出他的選擇，因此強調史料是遠遠不夠的:10-12。實証史學使歷史研究「微觀化」，題目越小，就越容易掌握全部材料，但歷史也就失去其整體性，通過這種支離破碎的專題研究，人們無法真正認識歷史本身。19世紀末至20世紀初，法國歷史著作主要是專題論文，宏觀的史書極為少見。著作中堆集大量材料，作者的評論或分析只佔極少幾頁:10-11。
實証史學理論限制了史學的領域。文字史料大多記載和反映政治變遷、戰爭過程和外交成敗等，所記的多是國王、大臣、將領等大人物，似乎他們操縱了歷史進程。依靠這些史料所寫出的，主要是軍事史、政治史、外交史和大人物傳記。歐內斯特·拉維斯的《法國通史》、阿克頓計劃的《劍橋近代史》（Cambridge Modern History）14卷，都屬其例:12。在20世紀初，作風保守的《史學評論》刊登論文2/3仍屬人物傳記、政治史和軍事史，不太注重社會史及經濟史:55。這種史學研究的局限，在20世紀受到嚴峻挑戰:12。

## 批評
20世紀初，實証史學所受批評主要來自社會學。涂爾幹等社會學家視歷史學為輔助學科，只是收集和整理事實。實証史學強調事件的特殊性、歷史並無規律，又強調史家只是被動地反映史實，社會學便貶低史學研究的科學性與合理性。實証史學史家塞諾博斯等曾與社會學家進行論戰，實証史學處於守勢:17-18。哲學家如狄爾泰、克羅齊、文德爾班等，則質疑實証史學的客觀性和有效性，否定史學實証化的成果，希望史學重新哲學化:491-492。

## 外部連結
- 克羅齊. . 《歷史學的理論和實際》第二編第七章. 主題閱讀網.   [2014-08-17]. （原始内容存档于2014-07-14） （中文（简体））.
- 吳承明. . 《經濟史：歷史觀與方法論》第五章第三節. 豆瓣. 2013-10-25  [2014-08-17]. （原始内容存档于2021-01-22） （中文（简体））.